# Marsa (Francja)
Marsa – miejscowość i gmina we Francji, w regionie Oksytania, w departamencie Aude.
Według danych na rok 1990 gminę zamieszkiwało 45 osób, a gęstość zaludnienia wynosiła 2 osoby/km² (wśród 1545 gmin Langwedocji-Roussillon Marsa plasuje się na 855. miejscu pod względem liczby ludności, natomiast pod względem powierzchni na miejscu 325.).

## Zabytki
Zabytki w miejscowości posiadające status Monument historique:
- kościół Saint-Loup-de-Sens (Église Saint-Loup-de-Sens)